# Merinidische Muren van Ceuta

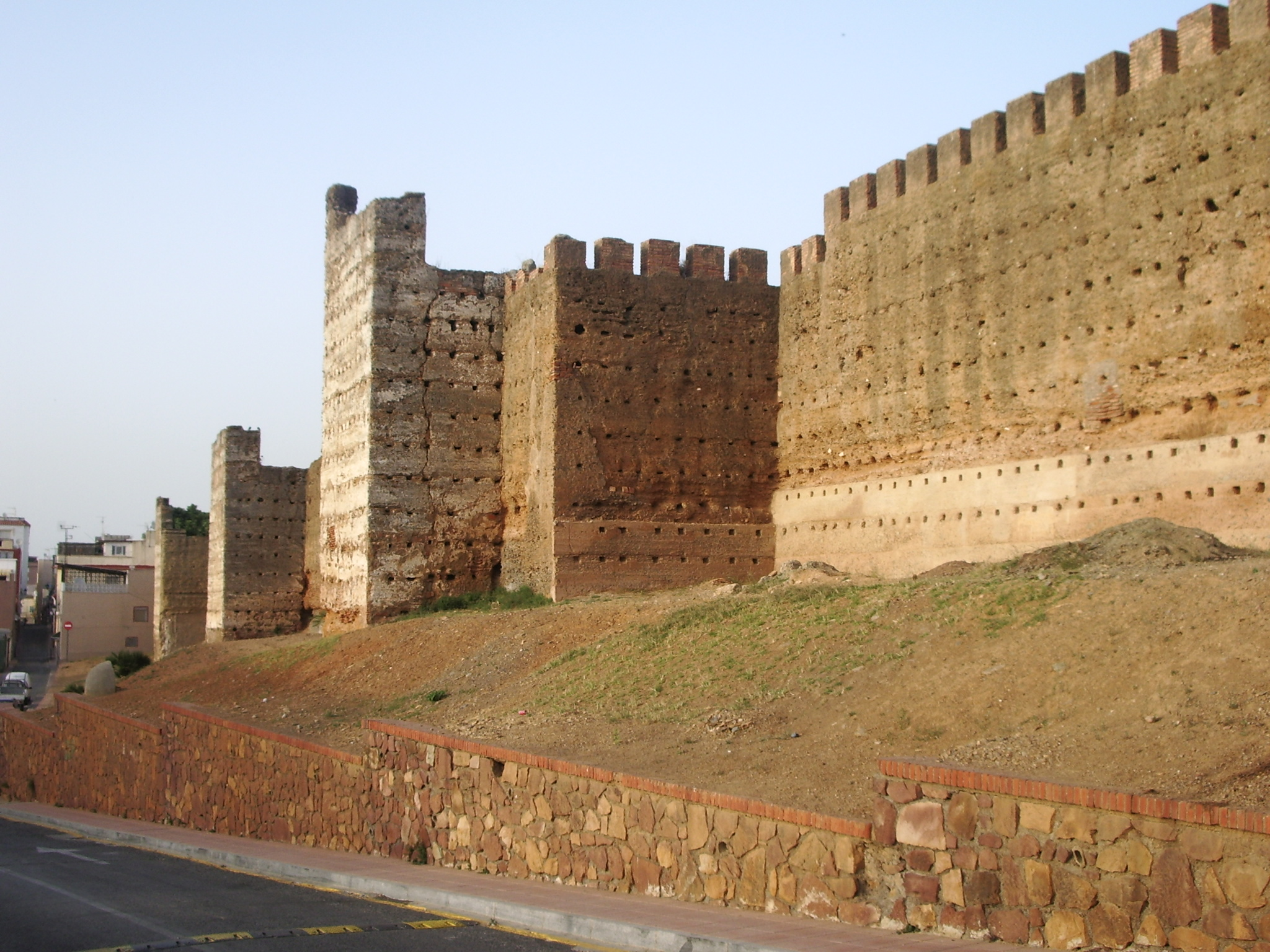
Merinidische Muren van Ceuta gebouwd door sultan Abu Sa'id Uthman II

De Merinidische Muren van Ceuta (Spaans: Murallas Merínidas de Ceuta) zijn een reeks muren en torens in Ceuta, Spanje. Ze werden gebouwd in de 13e eeuw tijdens de overheersing van de regio door de Merinidische dynastie. De muren werden in 1985 uitgeroepen tot Bien de Interés Cultural.
Ze werden gebruikt als citadel, schuilplaats voor troepen die noodgedwongen buiten de middeleeuwse stad moesten overnachten. Van de oorspronkelijke 1.500 meter primitieve constructie blijft vandaag alleen de westelijke flank over, met ongeveer 500 meter, verschillende bastions en twee tweelingtorens die de zogenaamde Puerta de Fez omlijsten.